# Gerald Mörken
Gerald Mörken (* 12. November 1959 in Dortmund) ist ein ehemaliger deutscher Schwimmer.

## Karriere
Ende der 1970er Jahre löste der Bundeswehrsoldat Gerald Mörken Walter Kusch als bester deutscher Brustschwimmer ab. Bei den Schwimmeuropameisterschaften 1977 in Jönköping gewann er drei Goldmedaillen. Er siegte auf beiden Bruststrecken und mit der Lagenstaffel. Über 100 Meter Brust stellte er dabei mit 1:02,86 Minuten einen neuen Weltrekord auf. Bei den Schwimmweltmeisterschaften 1978 in Berlin gewann er Bronze über 100 Meter Brust in einem Finale, das Walter Kusch gewann. Nachdem er an den Olympischen Spielen 1980 wegen des Boykotts der Bundesrepublik nicht teilnehmen durfte, bewies er auch Anfang der 1980er Jahre seine Zugehörigkeit zur Weltklasse. Er gewann sowohl bei den Europameisterschaften 1981 in Split als auch 1983 in Rom Bronze über 100 Meter Brust. Bei den Weltmeisterschaften 1982 in Guayaquil gewann er mit der Staffel Bronze und bei den Europameisterschaften 1983 Staffelsilber. 1984 konnte Mörken in Los Angeles dann doch noch an Olympischen Spielen teilnehmen. Er wurde Siebter über 100 Meter Brust und Vierter mit der Staffel.